# Neaethus perlucidus
Neaethus perlucidus är en insektsart som beskrevs av Doering 1939. Neaethus perlucidus ingår i släktet Neaethus och familjen sköldstritar. Inga underarter finns listade i Catalogue of Life.